# Fallen Angels (álbum de Bob Dylan)
Fallen Angels —en español: Ángeles caídos— es el trigésimo séptimo álbum de estudio del músico estadounidense Bob Dylan, publicado por la compañía discográfica Columbia Records el 20 de mayo de 2016. El álbum incluye versiones de doce temas clásicos compuestas por varios de los compositores más influyentes de la música estadounidense como Johnny Mercer, Harold Arlen, Sammy Cahn y Carolyn Leigh. Al igual que su predecesor, Shadows in the Night, todas las canciones del álbum, a excepción de «Skylark», fueron grabadas por Frank Sinatra.
Tras su publicación, Fallen Angels obtuvo en general buenas reseñas de la prensa musical y consiguió un éxito comercial similar a su predecesor, Shadows in the Night, al alcanzar el puesto cinco en la lista de discos más vendidos del Reino Unido y el siete en la lista homóloga estadounidense.

## Promoción
Previo a su lanzamiento, Columbia Records publicó el 7 de abril la canción «Melancholy Mood» como descarga digital en iTunes y vía streaming en YouTube. El 16 de abril, con motivo del Record Store Day, Columbia publicó también Melancholy Mood, un EP de edición limitada a 7000 unidades con cuatro temas extraídos de Fallen Angels: «Melancholy Mood», «All or Nothing At All», «Come Rain or Come Shine» y «That Old Black Magic». El EP de 7" estuvo también disponible durante la gira de Dylan por Japón. Además de las cuatro canciones anteriores, el tema «All the Way» fue estrenado en YouTube el 28 de abril, coincidiendo con el fin de la gira de Dylan por Japón.

## Recepción
Tras su publicación, Fallen Angels obtuvo en general buenas reseñas de la prensa musical, con una puntuación de 79 sobre 100 en la web Metacritic. En su crítica para The Independent, Andy Gill escribió: «El cremoso pedal steel guitar de su banda en directo impone un ambiente suave pero popular tras la elegante y hastiada voz de crooner de Dylan», mientras que Jim Farber comentó en Entertainment Weekly que «Dylan se posa en las letras con una delicadeza irónica. Su voz puede ser ronca y estar dañada por décadas de cantar, pero hay belleza en su carácter. Elocuentemente, ofrece estas canciones de amores perdidos y apreciados no con una pasión ardiente, sino con la melancolía de la experiencia». Helen Brown, de The Telegraph, puntuó el álbum con cinco estrellas y también destacó la habilidad vocal de Dylan en el álbum: «Aunque algunas personas siempre han mantenido que Dylan no puede cantar, la verdad es que al igual que Sinatra, siempre ha tenido un talento especial para hacer llegar las letras. Ahora él habita en las líneas clásicas de compositores como Johnny Mercer con una resistida facilidad».
Por otra parte, Vish Khanna de la revista Now también le otorgó cinco estrellas y comentó que Fallen Angels es «una lección de historia confusa y relajada. Subvierte los arquetipos del romance, el heroísmo y la conexión interpersonal para revelar algo más siniestro sobre las intenciones humanas, todo ello con una musicalidad de primer orden». Stephen Thomas Erlewine de Allmusic también destacó el concepto tras Fallen Angels y su predecesor, Shadows in the Night y escribió: «Estas interpretaciones astutas e inteligentes subrayan el objetivo último de Dylan con estas canciones de Frank Sinatra, que consiste en atar juntas diferentes vertientes de la música estadounidense, llevando el Tin Pan Alley a las cantinas. El resultado es una visión sencilla pero extraordinaria, idiosincrática y romántica de la América del siglo XX».

## Lista de canciones
| N.º | Título                            | Escritor(es)                         | Duración |  |
| 1.  | «Young at Heart»                  | Johnny Richards, Carolyn Leigh       | 2:59     |  |
| 2.  | «Maybe You’ll Be There»           | Rube Bloom, Sammy Gallop             | 2:56     |  |
| 3.  | «Polka Dots and Moonbeams»        | Jimmy Van Heusen, Johnny Burke       | 3:20     |  |
| 4.  | «All the Way»                     | Van Heusen, Sammy Cahn               | 4:01     |  |
| 5.  | «Skylark»                         | Hoagy Carmichael, Johnny Mercer      | 2:56     |  |
| 6.  | «Nevertheless»                    | Harry Ruby, Bert Kalmar              | 3:27     |  |
| 7.  | «All or Nothing at All»           | Arthur Altman, Jack Lawrence         | 3:04     |  |
| 8.  | «On a Little Street in Singapore» | Peter DeRose, Billy Hill             | 2:15     |  |
| 9.  | «It Had to Be You»                | Isham Jones, Gus Kahn                | 3:39     |  |
| 10. | «Melancholy Mood»                 | Walter Schumann, Vick R. Knight, Sr. | 2:53     |  |
| 11. | «That Old Black Magic»            | Harold Arlen, Mercer                 | 3:04     |  |
| 12. | «Come Rain or Come Shine»         | Arlen, Mercer                        | 2:37     |  |

## Personal
- Bob Dylan: voz.
- Charlie Sexton: guitarra.
- Stu Kimball: guitarra.
- Dean Parks: guitarra.
- Donnie Herron: pedal steel guitar y viola.
- Tony Garnier: bajo.
- George Recile: batería.

## Posición en listas
| Lista (2016)                        | Posición |
| ----------------------------------- | -------- |
| Alemania (Media Control Charts)     | 7        |
| Australia (ARIA)                    | 11       |
| Austria (Ö3 Austria)                | 1        |
| Bélgica (Ultratop flamenca)         | 3        |
| Bélgica (Ultratop valona)           | 24       |
| Canadá (Billboard Canadian Albums)  | 24       |
| Dinamarca (Hitlisten)               | 19       |
| Estados Unidos (Billboard 200)      | 7        |
| Finlandia (Suomen Virallinen Lista) | 14       |
| Francia (SNEP)                      | 35       |
| Grecia (IFPI)                       | 14       |
| Irlanda (IRMA)                      | 5        |
| Italia (FIMI)                       | 14       |
| Nueva Zelanda (RMNZ)                | 11       |
| Noruega (VG-lista)                  | 8        |
| Países Bajos (Album Top 100)        | 7        |
| Polonia (ZPAV)                      | 22       |
| República Checa (ČNS IFPI)          | 2        |
| Suecia (Sverigetopplistan)          | 5        |
| Suiza (Schweizer Hitparade)         | 4        |
| Reino Unido (UK Albums Chart)       | 5        |